# Den vilda planeten
Den vilda planeten (franska: La planète sauvage), är en fransk-tjeckoslovakisk animerad science fiction-film från 1973. Filmen regisserades av René Laloux som också skrev manuset tillsammans med Roland Topor, vilken även gjorde originalteckningarna. Filmens manus baserades på Stefan Wuls roman Oms en série från 1957.
Filmen animerades vid Studio Jiří Trnka i Prag, produktionen inleddes 1968 men blev försenad först en kortare tid på grund av ekonomiska problem och sedan blev den utdragen under fyra år på grund av den sovjetiska invasionen och släpptes först 1973.
Den vilda planeten tilldelades specialpriset vid filmfestivalen i Cannes 1973.

## Handling
Historien utspelas på en planet där de jättelika blå Traagerna har utvecklat en teknologiskt och spirituellt avancerad civilisation. Planetens andra, mycket mindre rosa, människoliknande invånare, Om anses vara djur. De hålls ibland som husdjur, medan vilda Om jagas och dödas som skadedjur när Traagerna tycker att de blivit för många.
Berättelsens huvudperson är Terr, vars mor dödas av lekande Traag-barn, han tas som husdjur av Tiwa, dotter till en ledare bland Traagerna. Under sin uppväxt lyckas han få tillgång till delar av hennes utbildning genom de hörlurar som överför kunskap. När Tiwa blir äldre och börjar meditera förlorar hon intresset för Terr och han rymmer och tar hörlurarna med sig. Han möter en grupp vilda Om och ansluter sig till dem, de använder hörlurarna för att lära sig om Traagernas teknologi och använda den till att förbättra sina liv. Framstegen som Omerna gör väcker oro hos Traagerna som försöker kontrollera dem och till slut uppstår en konfrontation mellan de två folken på den måne som kallas den vilda planeten.

## Röstskådespelare
| Jennifer Drake | – Tiwa                        |
| Jean Topart    | – mäster Sinh                 |
| Jean Valmont   | – Terr som vuxen - berättaren |
| Éric Baugin    | – Terr                        |
| Sylvie Lenoir  |                               |

## Bakgrund
René Laloux och Roland Topor hade tidigare samarbetat och skapat de två kortfilmerna Les temps morts (1965) och Les escargots (1966) vilka vunnit flera priser på filmfestivaler. Producenterna Simon Damiani och André Valio-Cavaglione på Les films Armorial kontaktade Laloux och Topor med förslaget att de skulle skapa en animerad långfilm. Vid tidpunkten var detta ett ambitiöst förslag då endast en handfull animerade långfilmer gjorts i Frankrike och dessa var antingen baserade på sagor eller på framgångsrika franskspråkiga serier som t.ex. Asterix och Tintin.
Manuset till Den vilda planeten baserades löst på Stefan Wuls roman Oms en série från 1957, en av ett flertal samtida science fiction-romaner som utforskar dystopiska alternativa världar.

## Produktion
Producenten Anatole Dauman, vars filmbolag Argos Films var en stor aktör inom den internationella konstfilmen, anslöt sig till projektet under 1967. Då Argos saknade erfarenhet av animation och det saknades animationsföretag i Frankrike som kunde ta sig an ett projekt i denna skala med en såpass begränsad budget valde man att vända sig till den tjeckoslovakiska animationsindustrin. Valet föll på Prag och Lalouxs producenter skrev kontrakt med Jiří Trnka-studion 1967.
Produktionen inleddes 1968 men blev redan i början av året försenad då det uppstod svårigheter med finansieringen. Efter att producenterna säkrat mer pengar från Frankrike återupptogs produktionen för att sedan upphöra helt i augusti på grund av den sovjetiska invasionen av Tjeckoslovakien. Arbetet med Den vilda planeten påbörjades igen 1969 och filmen tog sedan ytterligare fyra år att färdigställa innan den slutligen släpptes 1973.

## Mottagande
Den vilda planeten hade premiär på filmfestivalen i Cannes i maj 1973 där den visades i sélection officielle, en ovanlighet för tecknade filmer. Den vann inga officiella priser men tilldelades ett specialpris. Vid Trieste International Science Fiction Film Festival vann den det internationella jurypriset.
Filmen blev en succé både hos kritikerna och finansiellt vilket möjliggjorde för Laloux att öppna sin egen animationsstudio i Angers.